# Bone Machine
Bone Machine je studiové album amerického experimentálního rockového hudebníka Toma Waitse, vydané v roce 1992 u Island Records. Na album si Waits přizval několik hostů, mezi které patří i David Hidalgo (Los Lobos), Les Claypool (Primus) a Keith Richards (The Rolling Stones).

## Seznam skladeb
| Pořadí | Název                                | Autor           | Délka |
| ------ | ------------------------------------ | --------------- | ----- |
| 1.     | Earth Died Screaming                 | Waits           | 3:39  |
| 2.     | Dirt in the Ground                   | Waits, Brennan  | 4:08  |
| 3.     | Such a Scream                        | Waits           | 2:07  |
| 4.     | All Stripped Down                    | Waits           | 3:04  |
| 5.     | Who Are You                          | Waits, Brennan  | 3:58  |
| 6.     | The Ocean Doesn't Want Me            | Waits           | 1:51  |
| 7.     | Jesus Gonna Be Here                  | Waits           | 3:21  |
| 8.     | A Little Rain                        | Waits, Brennan  | 2:58  |
| 9.     | In the Colosseum                     | Waits, Brennan  | 4:50  |
| 10.    | Goin' Out West                       | Waits, Brennan  | 3:19  |
| 11.    | Murder in the Red Barn               | Waits, Brennan  | 4:29  |
| 12.    | Black Wings                          | Waits, Brennan  | 4:37  |
| 13.    | Whistle Down the Wind                | Waits           | 4:36  |
| 14.    | I Don't Wanna Grow Up                | Waits, Brennan  | 2:31  |
| 15.    | Let Me Get Up on It (instrumentální) | Waits           | 0:55  |
| 16.    | That Feel                            | Waits, Richards | 3:11  |

## Sestava
- Tom Waits - zpěv, kytara, perkuse, piáno, ...
- Bryan „Brain“ Mantia - bicí
- Kathleen Brennan
- Ralph Carney - altsaxofon, tenorsaxofon, basklarinet
- Les Claypool - baskytara
- Joe Gore - kytara
- David Hidalgo - housle, akordeon
- Joe Marquez - banjo
- David Phillips - steel kytara
- Keith Richards - kytara, zpěv
- Larry Taylor - kontrabas, kytara
- Waddy Wachtel - kytara